# Sydjemen i olympiska sommarspelen 1988
Sydjemen deltog vid olympiska sommarspelen 1988 i Seoul, vilket är enda gången som Sydjemen deltog i de olympiska spelen. Efter sammanslagningen med Nordjemen tävlar de som Jemen. De vann ingen medalj under spelen.

### Allmänna källor
- Official Olympic Reports